# Florești (Cluj)
Florești (bis 1924 Feneșu Săsesc; ungarisch Szászfenes, deutsch Sächsisch Fenesch) ist eine Gemeinde im Kreis Cluj in der Region Siebenbürgen in Rumänien.
Der Ort Florești ist auch unter den rumänisch veralteten  Bezeichnungen Feneș und Feniș, der ungarischen Fenes und den deutschen Fenisch und Deutsch-Branndorf bekannt.

## Geographische Lage

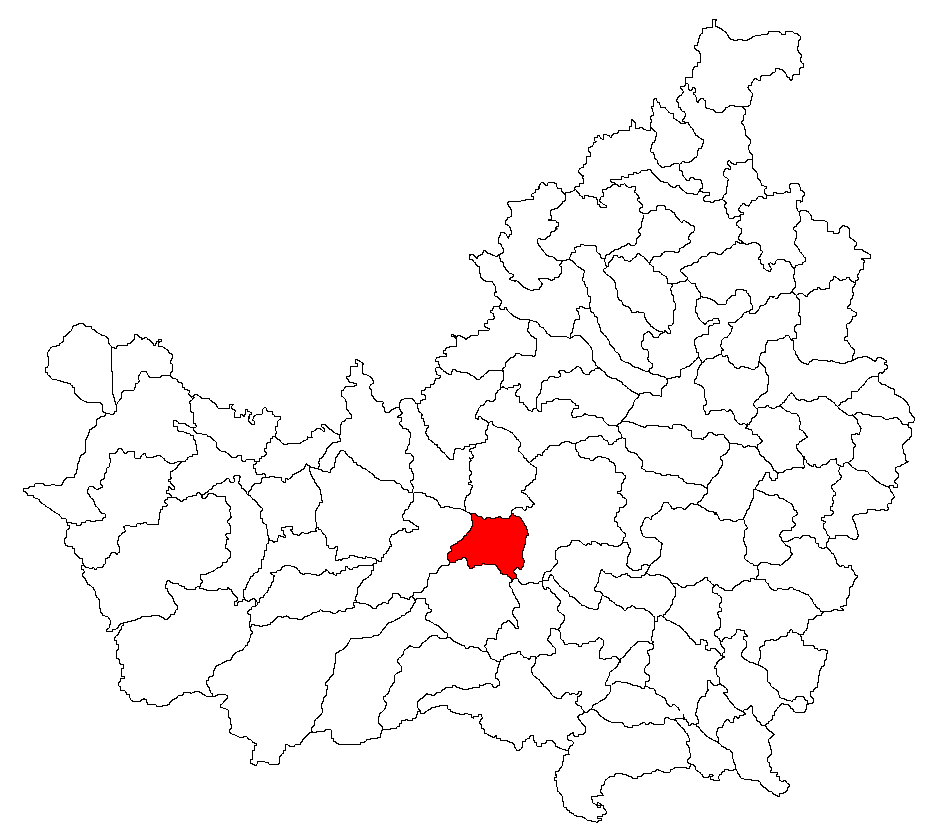
Lage der Gemeinde Florești im Kreis Cluj

Die Gemeinde Florești liegt im Westen des Siebenbürgischen Beckens im Somesch-Hochland (Podișul Someșelor) östlich der Gilăuer Berge. Am Someșul Mic (Kleiner Somesch) und dem Drum național 1, hier Teil der Europastraße 60, befindet sich der Ort Florești fünf Kilometer westlich der Kreishauptstadt Cluj-Napoca (Klausenburg) und etwa ebenso weit westlich von der Anschlussstelle Gilău der Autobahn A3 entfernt.

## Geschichte
Florești, einst ein siebenbürgisch-sächsische Ort in Besitz siebenbürgischer Bischöfe, wurde erstmals, nach unterschiedlichen Angaben, 1272 oder 1297 urkundlich erwähnt. Während der Gegenreformation wurde Florești im 16./17. Jahrhundert zur katholischen Konfession konvertiert, was eine Magyarisierung des Ortes bewirkte.
In Florești wird im Verzeichnis historischer Denkmäler des Ministeriums für Kultur und nationales Erbe (Ministerul Culturii și Patrimoniului Național) in dem von den Einheimischen Labu (Cetatea Fetelor) genannten Gebiet, eine Besiedlung im 1. Jahrhundert v. Chr. genannt. Auf eine weitere Besiedlung des Gemeindeareals, deuten archäologische Funde auf dem Gebiet des eingemeindeten Dorfes Luna de Sus (Deutschdorf) in die Hallstattzeit. Archäologische Objekte werden der Frühbronzezeit zugeordnet.
Zur Zeit des Königreichs Ungarn gehörte die heutige Gemeinde dem Stuhlbezirk Gyalu im Komitat Klausenburg, anschließend dem historischen Kreis Cluj und ab 1950 dem heutigen Kreis Cluj.

## Bevölkerung
Die Bevölkerung der Gemeinde Florești entwickelte sich wie folgt:
| 1850 | 3.009  | 1.549  | 1.197 | -  | 263               |
| 1930 | 5.280  | 2.706  | 2.194 | 4  | 376               |
| 1977 | 6.865  | 3.668  | 2.385 | 2  | 810               |
| 2002 | 7.470  | 4.516  | 2.056 | 3  | 894               |
| 2011 | 22.813 | 17.154 | 3.276 | 26 | 2.354             |
| 2021 | 52.735 | 37.283 | 4.714 | 47 | 10.691 (642 Roma) |

Seit 1850 wurde auf dem Gebiet der heutigen Gemeinde die höchste Einwohnerzahl und die der Rumänen 2011 registriert. Die höchste Anzahl der Magyaren (3.688) wurde 1941, die der Roma (1.116) und der Rumäniendeutschen 2011 ermittelt.
Mit 22.813 Einwohnern war Florești 2011 die größte Gemeinde in Rumänien.

## Sehenswürdigkeiten
- Im Gemeindezentrum die römisch-katholische Kirche im 14./15. Jahrhundert errichtet, steht unter Denkmalschutz.[9]
- Die reformierte Kirche im eingemeindeten Dorf Luna de Sus[10] im 16. Jahrhundert errichtet, steht unter Denkmalschutz.[9]
- Im eingemeindeten Dorf Tăuți (Raizendorf) die Holzkirche Sf. Arhanghel și Gavril (Erzengel Michael und Gabriel) im 19. Jahrhundert errichtet, steht unter Denkmalschutz.[9]
- In Florești wurde 2016 die Holzkirche Cetatea Fetei errichtet.[11]

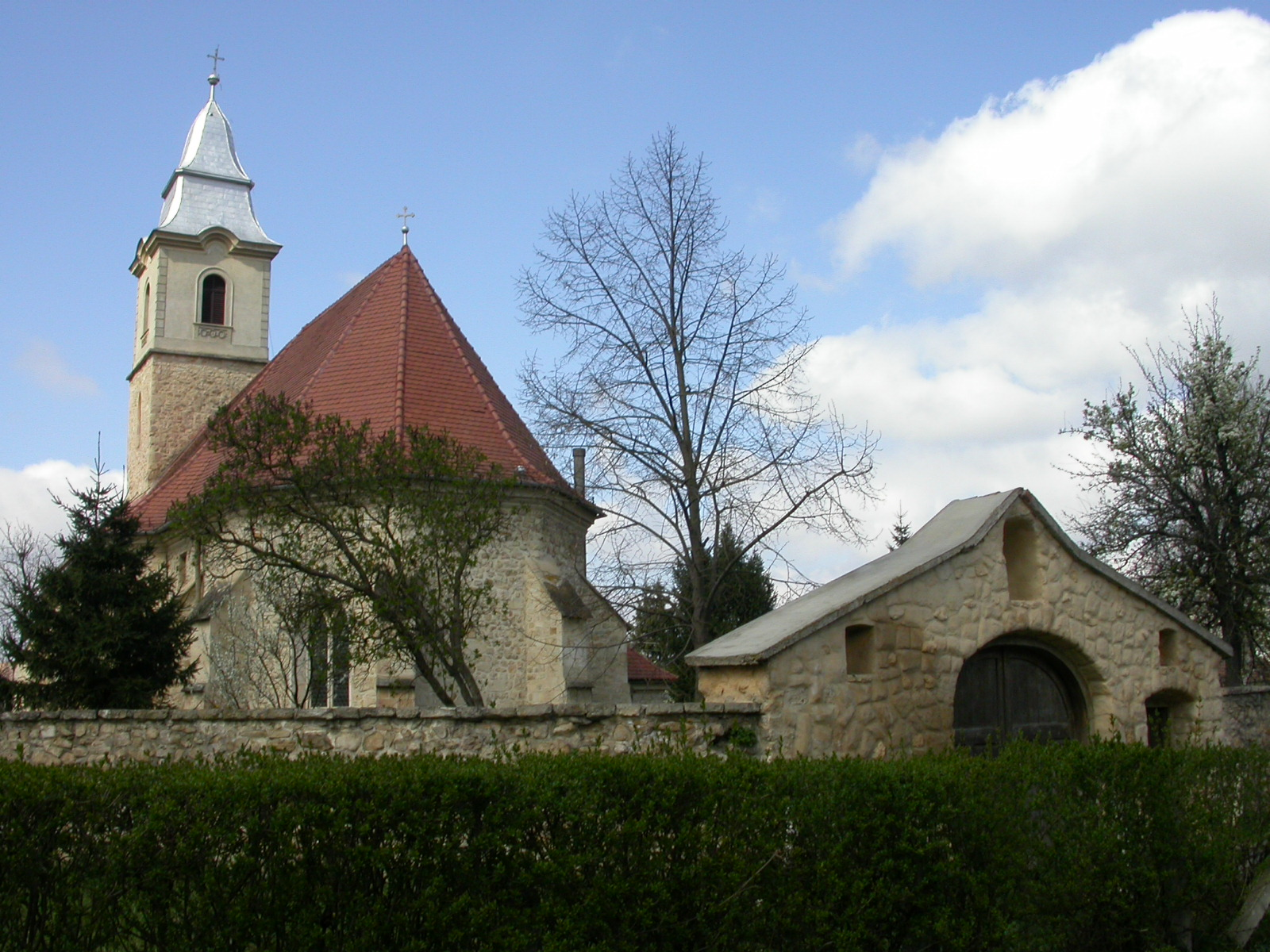
Römisch-katholische Kirche in Florești
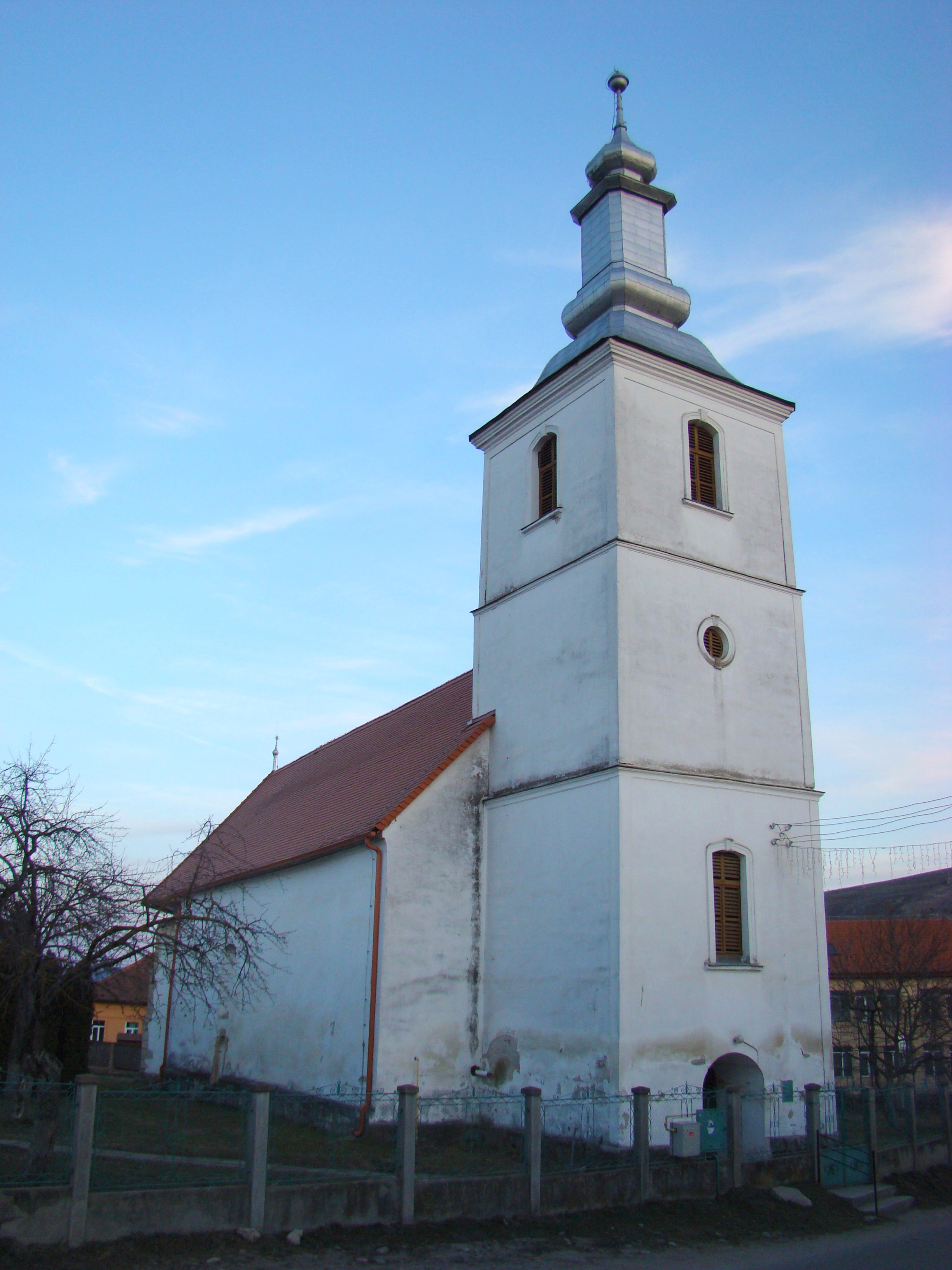
Reformierte Kirche in Luna de Sus
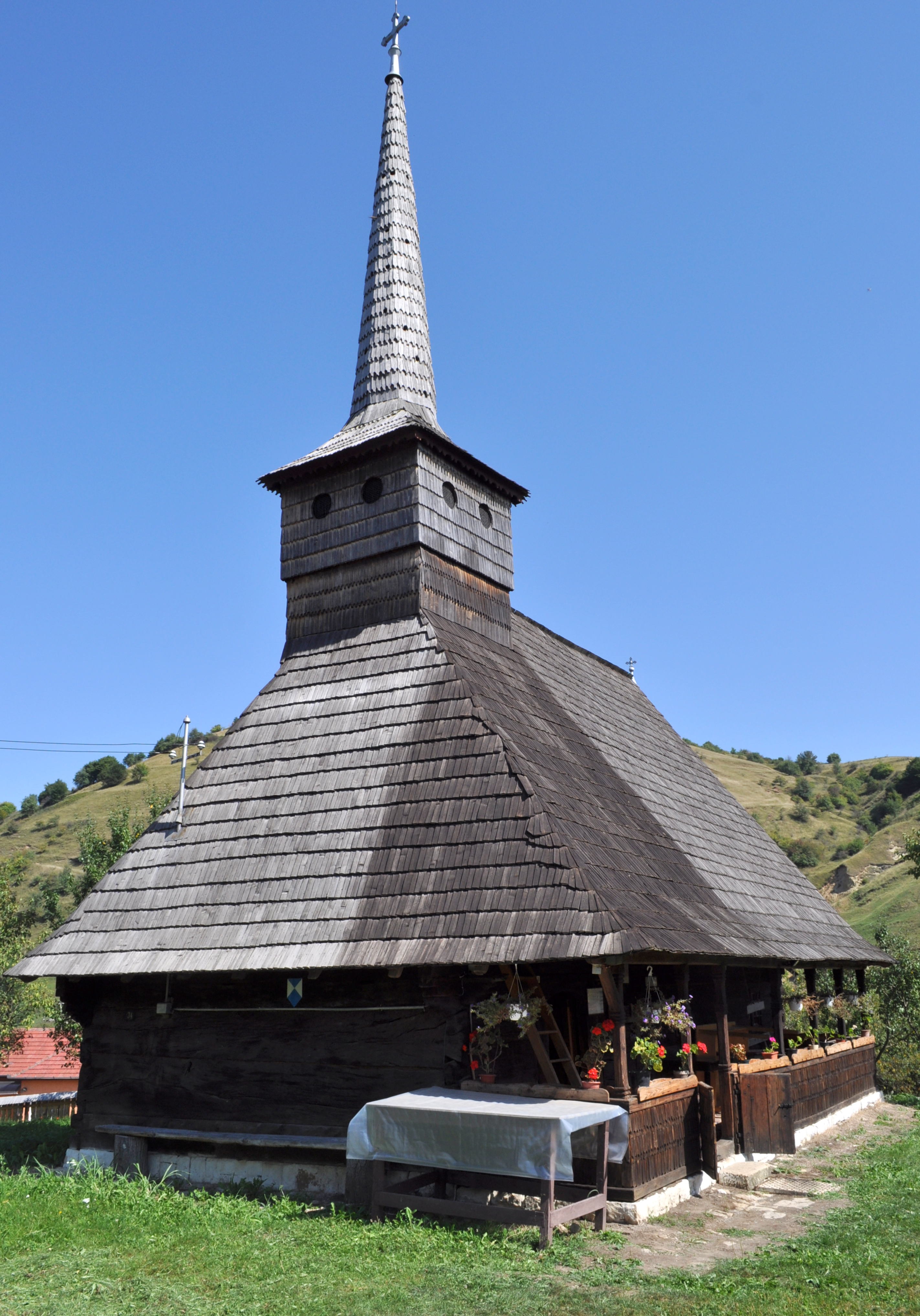
Holzkirche in Tăuți

## Persönlichkeiten
- Ioan Ghyka Cantacuzene (1904–1932), Adeliger, Flieger und Autorennfahrer